# San Raquel
San Raquel är en ort i Mexiko.   Den ligger i kommunen Frontera Hidalgo och delstaten Chiapas, i den sydöstra delen av landet, 900 km sydost om huvudstaden Mexico City. San Raquel ligger 61 meter över havet och antalet invånare är 235.
Terrängen runt San Raquel är platt. Runt San Raquel är det ganska tätbefolkat, med 149 invånare per kvadratkilometer. Närmaste större samhälle är Tapachula, 16,8 km nordväst om San Raquel. Omgivningarna runt San Raquel är en mosaik av jordbruksmark och naturlig växtlighet.